# David Linde
David Linde Sales, né le 22 mars 1969 à Barcelone (Catalogne, Espagne) est un footballeur espagnol qui jouait au poste d'ailier gauche.

## Biographie
David Linde se forme dans le club barcelonais du CF Damm. Il rejoint ensuite les juniors du FC Barcelone où il coïncide avec des joueurs comme Carlos Busquets, Aureli Altimira, Guillermo Amor ou Tito Vilanova.
Lors de la saison 1987-1988, alors qu'il fait encore partie de l'effectif du FC Barcelone C, il joue deux matchs de championnat avec l'équipe première. C'est Luis Aragonés qui le fait débuter en première division le 14 mai 1988 au Camp Nou face au Real Saragosse.
La saison suivante, il joue avec le FC Barcelone B en deuxième division.
Ne parvenant pas à se faire une place en équipe première, David Linde accepte d'être prêté au CD Logroñés qui joue alors en première division. Logroñés termine le championnat à la 7e place, la meilleure de son histoire, mais Linde ne joue que 10 matchs.
Lors de l'été 1990, le FC Barcelone entraîné par Johan Cruijff décide de récupérer David Linde, mais en octobre le club le libère de son contrat. Après quelques mois sans équipe, Linde rejoint en janvier 1991 l'ACE Manlleu qui joue en Segunda División B (3e division).
Durant l'été 1991, il retourne au CD Logroñés entraîné par David Vidal en signant un contrat de deux ans.